# Underrättelsetjänsten i Sverige under kalla kriget
Underrättelsetjänsten i Sverige under kalla kriget hade som syfte att förhindra spionage och angrepp från andra länder. På 2020-talet bedrivs underrättelsetjänsten av främst FRA, MUST och Säpo, där de olika avdelningarna riktar in sig på olika mål. Eftersom kalla kriget var ett propagandakrig förekom det mycket spionage i både aktiva och neutrala länder. Trots Sveriges neutralitet under Kalla kriget utgjorde Sovjetunionen ett hot mot Sveriges säkerhet samt underrättelsetjänst.  

## Andra världskriget

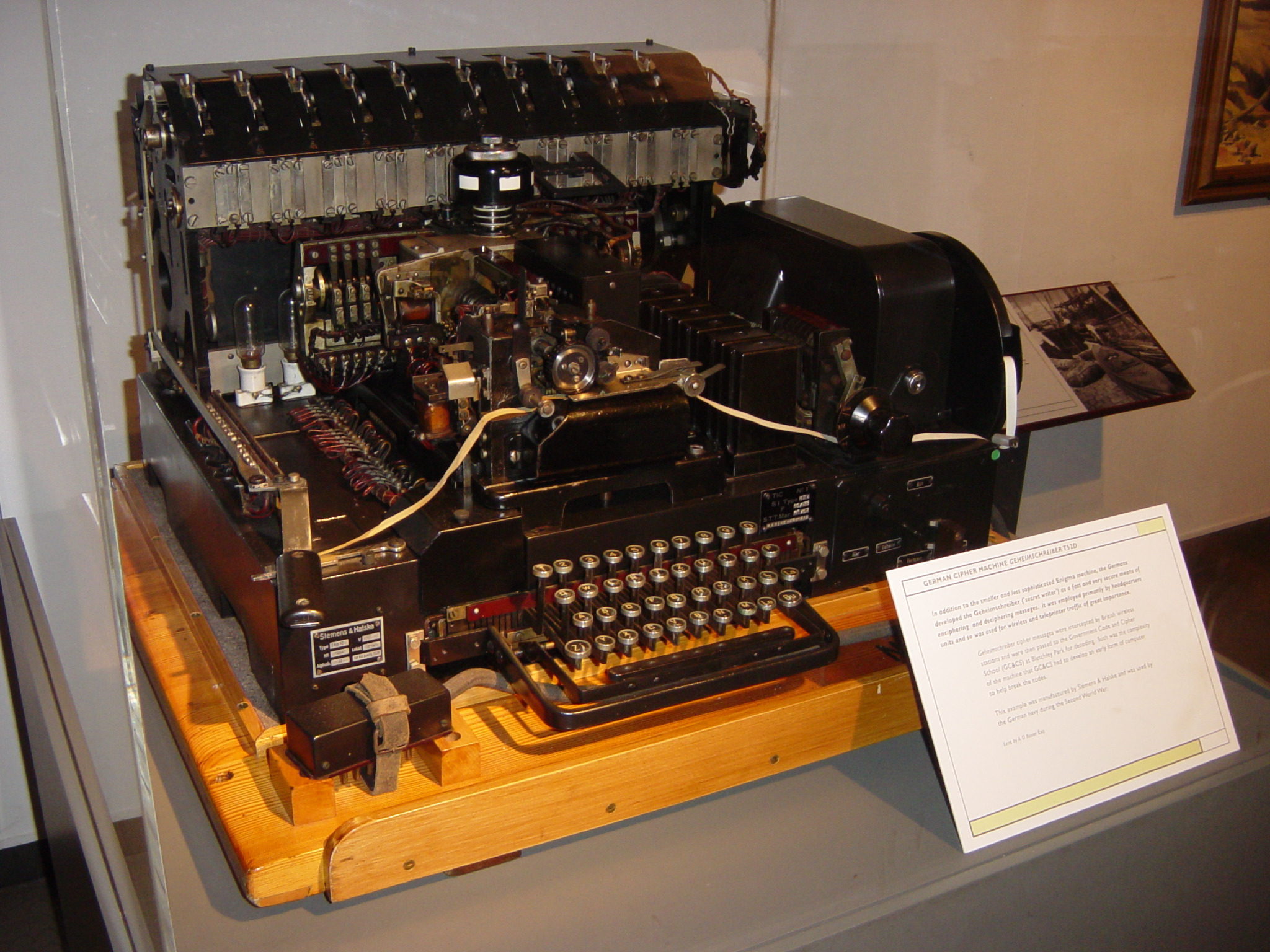
G-skrivaren som den tyska underrättelsetjänsten kommunicerade med till Norge och Finland

Sveriges första underrättelseavdelningen inom försvarsstaben skapades 1937. I samband med detta grundades även signaltjänstavdelningen och kryptoavdelningen. Rådande kunskaps- och resursbrister inom underrättelsetjänsten var orsaken till tidigare bortprioriteringar när Sveriges försvar återuppbyggdes under slutet av 1930-talet. Väldigt lite aktiv informationsinhämtning bedrevs. Avdelningarna tog passivt emot majoriteten av sina underrättelser från andra länder och det var svårt att få fram användbar spionageinformation. Underrättelseavdelningen fick en större betydelse när Andra världskriget bröt ut 1939. Samtidigt var det svårare att få fram information på grund av nedstängningen av det offentliga nyhetsflödet. Sverige var tvungna att avveckla ett flertal militära stationeringar runt om i världen under rådande omständigheter. Detta resulterade i att flödet av vidarebefordrad information från försvarsattachéer och generaler ströps. Signalspaning och Geheimfernschreiber, G-skrivaren, var två nya och betydelsefulla verktyg för det svenska försvaret och underrättelsetjänstavdelningen. Genom den tyska G-skrivaren kommunicerade tyskarna med Norge och Finland via svenska ledningar. FRA var en viktig leverantör av underrättelsematerial till Kontraspionaget, speciellt med hjälp av G-skrivaren. 1940 löste matematikern Arne Beurling kryptot på två veckor, varefter det svenska försvaret kunde avlyssna tyskarna och få förvarning om deras planerade handlingar i Skandinavien. För att skydda Sveriges säkerhet under Andra världskriget blev underrättelsetjänsten en icke-officiell avdelning 1939. Avdelningen som inledningsvis bar namnet Gränsbyrån (G-byrån) bytte 1942 namn till Centralbyrån (C-byrån) med Carl Petersén som chef. C-byrån med sitt högkvarter beläget på Sibyllegatan 49 i centrala Stockholm, hade ca 50 anställda och var aktivt fram till 1946.

## Sveriges position under kalla kriget
Sveriges politiska neutralitet under första och andra världskriget samt Kalla kriget, medförde mycket spionage i Sverige.  Detta resulterade i underrättelseverksamhet under stora delar av Andra världskriget och Kalla kriget. Sverige hade under Kalla kriget ett strategiskt geografiskt samt politiskt läge i Europa som försatte landet i en balansgång mellan de olika maktblocken. Trots Sveriges neutrala position i Kalla kriget, ansågs inte USA, Storbritannien och Frankrike (västmakterna), som ett hot för Sverige. De skulle ha samarbetat om Kalla kriget skulle leda till ett nytt världskrig. Därför fokuserade inte den svenska säkerhetspolisen, Säpo, på Västmakternas ambassader för kontraspionage. Istället lades fokus på att övervaka de kommunistiska Östeuropeiska ambassaderna i första hand Sovjetunionen, eftersom de ansågs som ett större hot gentemot Sveriges säkerhet. Sovjetunionen samarbetade under Kalla kriget med bland annat Polen, Tjeckoslovakien, Rumänien och Bulgarien som också hade ambassader i Sverige. Säpo lade mycket resurser på att granska och analysera alla nya representanter från dessa länder som kom in i Sverige. Övervakning och telefonkontroll på Sovjetunionens ambassad gav Säpo information om deras verksamheter. Säkerhetspolisen hyrde flertal bostäder runt om ambassaden och kunde därför övervaka alla som gick in och ut från byggnaden dygnet runt. Säpo och främst kontraspionage avdelningen fick mycket material hela tiden, men för att få fram användbara slutsatser var analysarbetet mycket essentiellt och lade därför lika stor vikt som själva spionaget. Säkerhetspolisen hade under Kalla kriget många specialutbildade tolkar som kunde läsa och analysera dolda meddelanden vilket var prioriterat för det svenska underrättelsetjänsten.

## Underrättelsetjänsten 1945-1962
Den underrättelse som fick mest kritik efter Andra världskriget var Allmänna säkerhetstjänsten, en hemlig övervakningsapparat mellan 1940 och 1946. Byrån avvecklades 1946 efter att det kom fram att säkerhetstjänsten hade haft ett underrättelsebyte med Gestapo. Detta resulterade i att en parlamentarisk underrättelsekommission tillsattes 1945, för att genomföra en granskning. I juli 1945 omorganiserades underrättelsestrukturen grundat på den bristande sammanhållning och ledning i arbetet enligt FRA. Den nya strukturen innehöll två delar varav den första baserades på att FRA omvandlades till en enhetlig myndighet för all extern och viss intern underrättelseinsamling. Den andra delen var att FRA:s spaningsförmåga skulle vara kapabel till andra primära civila övervakningsändamål. En ytterligare ändring var att C-byrån och utrikes- och inrikesavdelningen organiserades ihop i försvarsstaben sektion II. Den militära underrättelsetjänsten leddes av denna sektion, främst på central nivå. I slutet av 1945 var Sveriges säkerhetspolitiska buffert fortfarande ickeexisterande och det var även möjligt med angrepp från Sovjetiska områden. Anledningen var att Sveriges underrättelsetjänst var geostrategisk istället för säkerhetspolitiskt. De viktigaste länderna för Sveriges underrättelsetjänst under denna tid var Ryssland, Tyskland och England. Den aktiva underrättelsetjänsten mellan 1946 och 1965 var T-kontoret, med Thede Palm som chef. T-kontoret var en verksamhet för hemlig underrättelseinsamlings som riktade sig utåt mot angelägna samt geografiska regioner. Organet återskapade en ekonomisk analyskapacitet efter en ökad hotbild mot Sverige. Den mest betydande övervakningen för Sverige under denna tid var marinen som bevakade via agenter på sjöfartyg och hamnombud. Finlands politiska utveckling gjorde att Sverige fick information från Helsingfors via diplomatiska rapporteringar och politiska kontakter.
I slutet av Andra världskriget hade Sverige en bristande underrättelsetjänst på grund av geografiska och tekniska problem. Sveriges tekniska signalspaning var nytt efter Andra världskriget och var i behov att återuppbyggas. Signalspionage, ett viktigt verktyg för FRA, användes främst för att få fram information om var olika länders fartygsenheter var belägna samt skillnader i olika övningars utveckling. Sverige spanade på längre räckvidd med spaningsplan av dålig kvalitet. 1951 uppskattade T-kontorets marinavdelning att Sovjetunionen hade 2-3 ubåtar i Östersjön. USA:s underrättelsetjänst uppskattade det till 7-8 ubåtar. I slutet av 1940-talet startade Sverige och USA ett officiellt samarbete mot Västmakterna. Samarbetet grundade i att Sverige var i stort behov av bättre kamerautrustning och USA behövde spaningsuppdateringar från Sovjetunionen. Däremot tog det inte lång tid för Sovjetunionen att modernisera sitt luftförsvarssystem, och det blev fort mycket riskabelt att spana nära sovjetiskt luftrum. Sverige och USA bedrev ett flertal spaningsmissioner över Östersjön för att få information om Sovjetunionens luftförsvar samt deras robotbaser. 13 juni 1952 försvann flygvapnets Tp 79 Hugin i Östersjön efter att ha varit på ett spaningsuppdrag. Denna händelse samt Catalina-affären gav stora konsekvenser för den svenska underrättelsetjänsten under resterande tiden av Kalla kriget. Catalina-affären gav bevis på hur oklara ansvarsfördelningen var i Sveriges kontraspionage. Många ansåg att detta var något som aldrig borde ha hänt och att ingen tog ansvar för handlingarna.
Sveriges neutrala politiska ställningar under Kalla kriget medförde ett flertal åtgärder för Sveriges inrikes- och utrikes agerande främst inom säkerhetspolitiken. Många av Sveriges underrättelsetjänst- och säkerhetsverksamhet var okoordinerade och improviserade på grund av tidsbristen att bygga upp en enhetlig verksamhet. 1954 formaliserade ett treparts-avtal mellan FRA, NSA och GCHQ. Samarbetet, SWE USA, gav alla parter uppdateringar om Sovjetunionens handlingar och kommunikation men var hemligt för allmänheten fram till att Edward Snowden läckte dokumenten 2013. Sverige fick regelbunden förstahands uppdateringar om de Sovjetiska spaning-flygningarna från 1953. Samarbetet gjorde det möjligt för amerikanska spaningsflyg att göra regelbundna flygningar över Östersjön. Svenska myndigheter informerade Danmark och fick godkännande för flygningarna att passera danskt luftrum. 1960 genomförde amerikanerna många provokativa flygningar mot Sovjetiskt luftrum för att uppträda hotfullt. De svensk-sovjetiska relationerna var mycket oklara under stora delar av Kalla kriget. Efter nedskjutningen av Catalina 1952 var relationen mycket ansträngd, men blev allt bättre i och med att Gunnar Hedlund och Tage Erlander besökte Sovjetunionen 1956. Underrättelsetjänstens primära uppgift mellan 1945 och 1960 var att förvarna regeringen för eventuella hot och angrepp mot Sverige.

### Kubakrisen
Kubakrisen 1962 påverkade inte endast de länder direkt inblandade utan även parter som Sverige. T-kontorets marinavdelning ökade sin övervakning på Öresund. Redan 1961 hade T-kontoret börjat intressera sig för Kubas öststatstrafik. T-kontoret hade under juli 1962 sett en radikal ökning av krigsmaterial-leveranser från Sovjetunionen men det saknades rapporter på missiltransporter mellan Östersjön. Den svenska fartygsbevakningen vid Östersjön spelade stor roll för upptäckten av Sovjetunionens planer om förstärkningstransporter till Kuba. FRA:s signalspaning tillsammans med fartygsbevakningen visade på att den 25 oktober hade Sovjetunionen dragit sig tillbaka från Kuba.

### Sammanslagningen av T-kontoret och B-kontoret
Under början av 1960-talet skedde ett generationsskifte på T-kontoret, som senare fick en avgörande betydelse för enhetens organisation. Flertal poster byttes ut, till exempel efterträdde Torsten Rapp, tidigare flygvapengeneral, Nils Swedlund 1961. Rapp tog över posten som överbefälhavare fram till år 1970. Bo Westin tog över posten som chef för sektion II under 1960-talet. Efter fusioneringen av T-kontoret och B-kontoret 1965 avgick Thede Palm och Birger Elmér fick posten som generell chef för båda avdelningar. Birger Elmér var chef för Grupp B sedan 1958, som sedan fick namnet B-kontoret 1961. På ytan fick inte omorganisationen något betydande förändring, B-kontoret fick samma ställning som T-kontoret och båda verksamheterna innefattade säkerhetsåtgärder mot hotbilden från Sovjetunionen. B-kontoret var sedan innan en säkerhets-underrättelsetjänst som riktade sina verksamheter mot främst spionage, sabotage och subversion. Sammanslagningen fick två olika inriktningar. Det tidiga T-kontoret var mer militärt inriktat och det tidiga B-kontoret var en politiskt inriktad övervaknings- och underrättelsetjänst. Sammanslagningen av de två enheterna kallades för "militär säkerhetsutredning" fram till 1965 då verksamheten fick namnet IB. Elmér behöll flera politiskt inriktade samarbeten i och med omorganisation, främst med de nordiska länderna, Västtyskland och Österrike. IB bestod av fyra element. IB/01 bestod av gemensamma funktioner bland annat arkivet och expositionen, ett sådan exempel är mobiliseringsplanen. IB/02 bestod av det tidigare T-kontorets marinavdelning, med samma uppgifter. IB/03 fick de uppgifter som det tidigare B-kontoret hade, med fokus på registreringen av kommunister i Sverige. IB/04 var underrättelsetjänstens operationsavdelning. Under slutet av 1960-talet inleddes två stora förändringar för IB. Den första var att IB lämnade försvarsstaben 1968 och lades istället under Överbefälhavaren Torsten Rapp. Försvarsstabschefen Stig Synnergren höll praktiskt i verksamheterna fram till 1970 då Synnergren fick posten ÖB. I och med denna förändring kom IB längre bort från de resterade militära och försvarsstabens underrättelsetjänstavdelningar. Denna andra förändringen handlade om en revirkonflikt mellan IB och Säpo som blev mer akut 1969. Konflikten handlade om IB:s hemliga verksamheter och Säpos inblandning i IB:s verksamheter. Konflikten resulterade i att elementet IB/03 upphörde kort därefter.

### Stig Wennerström

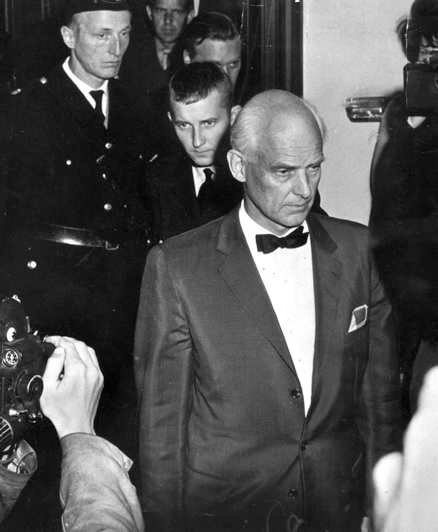
Stig Wennerström dagen han arresterades

År 1963 greps Sveriges överste i flygvapnet, Stig Wennerström, efter bevis att han var en spion för Sovjetunionen uppdagades. Spekulationer och misstankar om Wennerström började redan 1946 när dåvarande chef för byrå B på Säpo, Otto Danielsson, lade märke till Wennerströms många utlandsresor och överraskande privata kontakter. Säpo uppmärksammade spekulationerna på grund av Wennerströms utmärkande beteende. Redan på 1930-talet studerade Wennerström ryska vilket gjorde honom till en av de få svenska militärer som behärskade språket under denna tid. Detta gjorde honom mycket belägen till ryska träffar och kommunikation. Den 12 juni 1963 dömdes Wennerström till livstids straffarbete för hans spionage samt betala skadestånd på 490 350 kronor. Regeringen beslutade att omvandla Wennerströms straff den 6 oktober 1973 till 20 års fängelse. Den 6 september 1964 beslutades frivillig frigivning för Wennerström.

## Underrättelsetjänsten 1965–1970
Sveriges säkerhetspolitik genomgick en ny fredstidsfas från 1965. I samband med detta fick den militära underrättelsetjänsten främst fyra uppgifter. Två av dessa uppgifter handlade om att ge en löpande lägesuppföljning, för att kunna ge underlag för försvaret vid risk av mobilisering av andra länder. Ett stort fokus lades på att övervaka sjö- och luftterritoriet för att kunna ingripa vid hotande kräkningar från öst. De andra två uppgifterna handlade om att samla fakta och bedöma hur angriparnas stridskrafter skulle påverka den svenska säkerheten efter mobilisering. Viktigt för den svenska underrättelsetjänsten var att bedöma vilka stridskrafter som skulle vara betydande i framtiden, det svenska försvaret gick in i en ny långsiktsplanering. För att bygga upp och förbereda svenska försvaret vid framtida angripande. Det skedde flera stora inbesparingar på försvarsområdet, där bland annat insats- och mobiliseringsberedskapen drabbades. Underrättelsetjänsten under fredstiden styrdes av försvarspolitiken och försvarsplaneringen, och underrättelsetjänsten handlade därför utifrån de ramar som försvaret angav. Anledningen till inbesparingarna var dels på grund av att bedömningen om krig nära i tid ansågs mycket låg. Det svenska försvaret och främst underrättelsetjänsten influerades av USA under dessa år. Det var fortfarande mycket viktigt för den operativa ledningen att få uppdaterade lägesbilder av Sveriges säkerhet och möjliga hot, för att anpassa beredskapen om kriser skulle inträffa. FRA och T-kontoret hade ett gemensamt huvudansvar att inhämta underrättelseinformation, med hjälp av attachéerna med flyg- och fartygsspaning. Underrättelsetjänsten använde flygvapnets radarluftbevakning sedan 1950-talet. Informationen som inhämtades fördelades på olika enheter i syfte att sammanställa, bearbeta och vidareförmedla informationen. Det var essentiellt att allt material bearbetades innan det nådde mottagaren för att minska risken av falsk information. Bearbetningen var decentraliserad styrd av huvudunderrättelsemyndigheterna. Under andra hälften av Kalla kriget hade FMV och FOM rollen att bedöma de uppgifter de fick in om teknisk utrustning och vapensystem, samt uppföljningar om massförstörelsevapen. En del av underrättelsetjänstens långsiktsarbete var att säkerställa att det alltid fanns reservpersonal tillgänglig som kunde rycka in utan att väcka uppmärksamhet. T-kontorets krigsorganisationen uppskattade att det fanns ett stort antal utbildade personer i FRA:s organisation, som kunde utnyttjas vid kris.

### Matreco

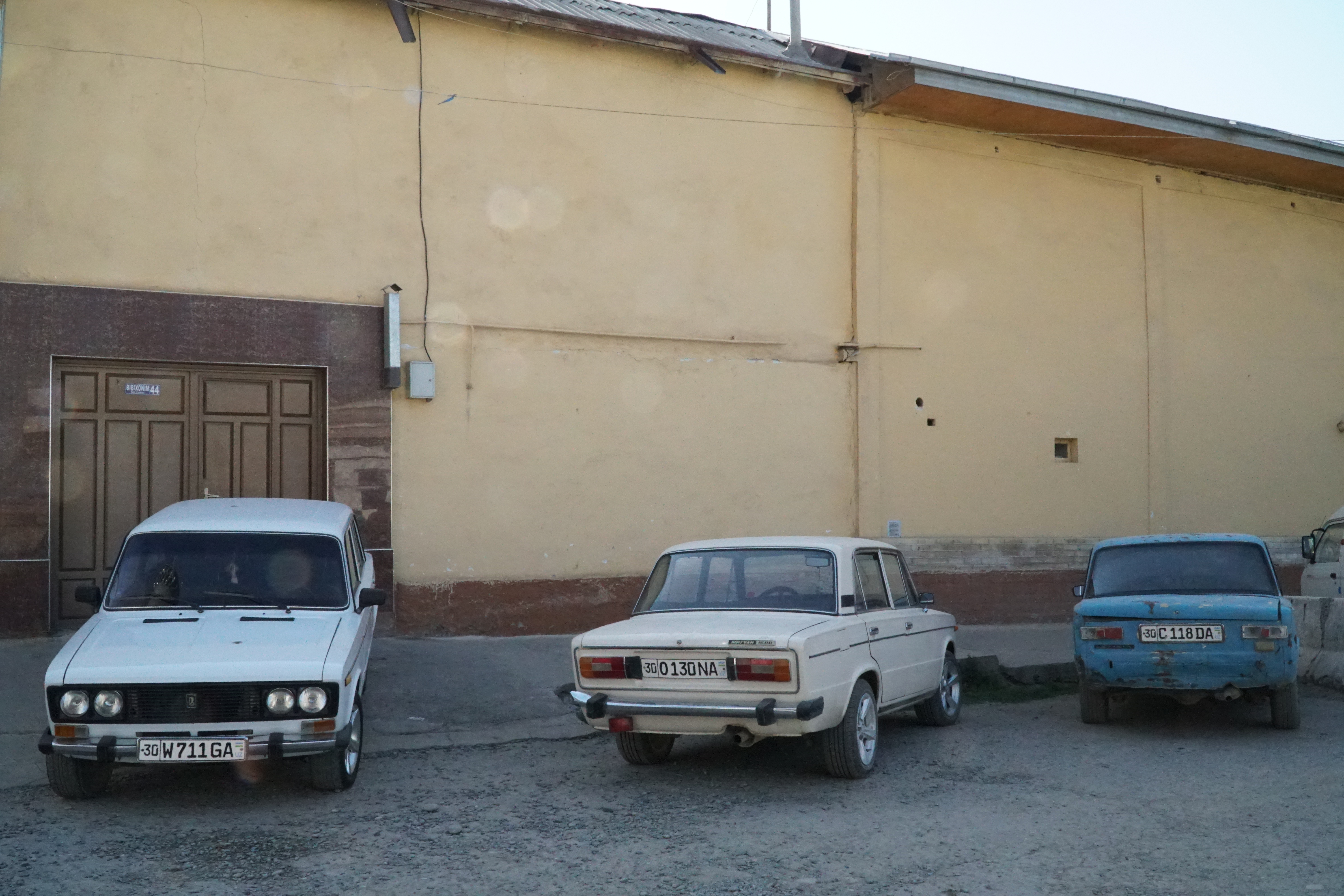
Sovjetiska bilen Lada

Det svenska handelsföretaget Matreco ägt av Sovjetunionen hade uppgift att sälja och importera främst bilar och traktorer från Sovjetunionen under 1900-talet. Matreco hade som främsta mål i Sverige att sälja den nya sovjetiska bilen Lada men utan framgång. Matreco hade två kontor i Bergslagen och Gävle, av militärt strategiskt skäl. Matrecos kontorsbyggnader var täckta av mastanläggningar och antenner vilket gjorde det enkelt för dem att få information om de olika försäljningskontoren i världen. Matreco anses därför som en GRU- verksamhet eftersom det pågick militärt inriktade aktioner genom företaget. Matreco hade sitt huvudkontor i Bromma där över ett dussin ryssar arbetade med att dirigera långtradare från Sovjetunionen i syfte att kartlägga det svenska försvarets anläggningar, främst reservflygfält och mobiliseringsdepåer. 1971 skrev Dagens Nyheter en artikel om Matreco och dess spionage i Sverige utifrån information som Säkerhetspolisens chef för kontraspionage 1967–1978, Olof Frånstedt, gav journalisten Leif Dahlin. Artikeln fick mycket kritik eftersom Sverige skulle vara neutralt och därmed inte ge ut uppgifter om Östblockets verksamheter i Sverige till allmänheten. I samband med Sovjetunionens fall 1991 upphörde försäljningen av företaget och gick i konkurs 2009.

## Underrättelsetjänsten 1970–1980
Gotland fick en ökad betydelse som underrättelseplattform under 1960-talet. Gotlands stridsledningssystem moderniserades och de tidigare manuella Stril 50 byttes ut till de datoriserade Stril 60. Det nya bevakningssystemet gjorde det möjligt för radardata att länkas till stridsledningscentralerna. 1968 började flygvapnet samordna havsövervakning varje vecka. Övervakningen var rutinmässig med sex till åtta S 32-flygplan, som flög på låg höjd vid Polens och Sovjetunionens territorialvattengränser. Syftet med denna övervakning var för Sverige att visa sin närvaro samt skapa en detaljerad normalbild av fartygsrörelser från andra sidan av Östersjön. Under början av 1970-talet hade Sverige en lägesbild för hur de främmande stridskrafterna uppträdde och var de var belägna. Underrättelsetjänsten kunde se repetitiva mönster vid stridskrafterna angående utbildnings- och övningscykler. 1973 bytte IB beteckning till GBU, den Gemensamma Byrån för Underrättelse, fram till 1982.

### Ubåtsincidenter 1980-talet
Under slutet av 1970-talet och början av 1980-talet försämrades det internationella läget på grund av att Sovjetunionen aktivitet i Afghanistan 1979 och Polen krisen mellan 1980 och 1981. Samtidigt hade Sverige upplevt flertal allvarliga ubåtsincidenter på svensk vatten. Sverige hade inget uppbyggt övervakningssystem som kunde analysera aktiviteten under vattnet, som försvårade marinen att följa intrång. Ubåtsincidenten i september 1980 var avvikande från de tidigare eftersom ubåtarna inte lämnade svensk vatten när de blev upptäckta. I samband med denna incident hade FRA registrerat en ökning av signaltrafik från Sovjetunionens marin på Östersjön. I oktober 1981 var Östersjöns normalbild förändrad med en ökning av övervakningsverksamheter i främst de södra delarna av sjön, i samband med den pågående krisen i Polen. Marinen ökade beredskapen och säkerställde en rutinmässig radarövervakning. Den 27 oktober 1981 grundstötte den sovjetiska ubåten U 137 på svensk vatten. Denna sovjetiska kränkning av Sverige skapade marinchefen den improviserade "Analys ubåtsincident". Mellan årsskiftet 1985-1986 blev denna analysgrupp en del av underrättelsetjänsten vid namn Marina Analysgruppen.

## Underrättelsetjänsten 1980–1994
Tidigare GBU bytte 1982 namn till SSI, Sektionen för Särskild Inhämtning, var verksam fram till 1994. Den taktiska underrättelsetjänsten i början av 1980-talet producerade material för försvarsmaktens, som i sin tur gjorde strategiska bedömningar. Undervattensfrågorna högprioriterades 1983 inom underrättelsetjänsten parallellt med tidigare invasionsförsvarets hotbild. Målet var att bygga vidare på undervattensverksamheten som inleddes 1982, och ge verksamheten stabilare form. Sedan slutet av 1960-talet hade det svenska flygvapnet tillträtt en normalverksamhet med fokus på havsbevakningen. Verksamheten kompletterades med spaningsverksamheter mot specifika mål på internationellt vatten. 1983 lanserades ett nytt operativt kamerasystem, CA-200. Det avancerade kamerasystemet med en fokallängd på 1610 millimeter köptes in från USA. CA-200 användes för endast speciella underrättelseuppdrag och gjorde det möjligt för flygvapnet att fotospana på djupet på Sovjetiska baser och strategiska objekt. Spaningsplanen kunde nu flyga vid eller innanför Sovjetunionens gränser utan att flyga över det specifika målet. Spaningsuppdragen pågick med långa mellanrum utan mönster i syfte att komma överraskande för Sovjetunionen. På 1980-talet hade den svenska underrättelsetjänsten lyckats reducera verksamhetens strukturella svagheter från 1970-talet. Underrättelseavdelningen på försvarsstabens Opsektion 5 förstärktes med de funktioner som var tillgängliga och centraliserades. Kriserna under början av 1980-talet resulterade i omprioriteringar för underrättelsetjänsten. Den kontinuerliga underrättelseuppföljningen förbättrades samtidigt som tiden för bearbetning, analys och vidarebefordring blev kortade för politiska samt operativa underrättelser. Under våren 1989 hade Leningrads stridskrafter nedrustat för att upprusta som ett mer moderniserat militärområde. Nedrustningen ansågs alltså som ett hot för Sverige och underrättelsetjänsten fortsatte med detaljerad uppföljning av stridskrafter och verksamheter i främst Sovjetunionen. I början av 1990-talet såg svenska försvaret en tydlig normalverksamhet på Östersjön, både i luften och till sjöss. Sveriges underrättelsetjänst genomgick flertal förändringar i syfte att skapa en ökad centralisering och samordning för att överbrygga klyftan mellan underrättelse- och säkerhetstjänsten. Opsektion 5 blev den gemensamma underrättelsetjänsten för försvaret på en central nivå. SSI bytte namn till MUST, den militära underrättelse- och säkerhetstjänsten, år 1994, och verksamheten var mer självständig i högkvarteret.